# Data East
Data East Corporation (яп. データイースト株式会社 Дэ:та И:суто Кабусики-гайся), также известна как DECO — японская компания, разработчик компьютерных игр. Штаб-квартира компании находилась в Токио. Штаб-квартира американского подразделения, Data East USA, находилась в Сан-Хосе, Калифорния.

## История
Компания была основана в 1976 году и закрыта в 2003 году в связи с банкротством. Компания прославилась такими хитами, как Captain America and the Avengers, Heavy Barrel, Karate Champ, Werewolf: The Last Warrior и другие, а также играми по лицензиям кинофильмов, такие как RoboCop, RoboCop 2. Также компания портировала многие свои успешные игры на домашние компьютеры и системы: NES, Sega Mega Drive, SNES, Game Boy и многих других.